# I becchini
I becchini (The Undertakers) è un racconto dello scrittore inglese Rudyard Kipling appartenente alla raccolta de Il secondo libro della giungla.
Venne pubblicato per la prima volta l'8, 9, 10 e 12 novembre 1894 sul New York World e il 14 e 15 novembre sulla Pall Mall Gazette; fu infine ristampato nella raccolta Il secondo libro della giungla l'anno successivo (1895).

## Trama
Il racconto è incentrato sul dialogo tra uno sciacallo, un marabù e un coccodrillo, gli spazzini del fiume divoratori di cadaveri, che discutono riguardo agli esseri umani mentre si trovano appunto sulle rive di un corso d’acqua vicino a un ponte ferroviario. Essi vedono passare i morti della "mutiny", la rivolta dei sepoy contro gli inglesi, e infatti notano che i primi cadaveri erano anglosassoni, i secondi (quando la rivolta viene violentemente repressa)indiani. Il coccodrillo racconta poi un proprio rimpianto, quello di essersi lasciato sfuggire un bambino che dalla barca faceva penzolare la manina nell'acqua. Era talmente piccolo che le dita erano passate indenni tra le due fauci. Dopo diversi scambi di battute e di aneddoti si salutano, non senza aver provato a ingannarsi l'un l’altro , quando improvvisamente il coccodrillo viene ucciso da due cacciatori, uno dei quali si scopre essere proprio il bambino sfuggitogli per caso anni prima.

## Personaggi
- Mugger: vecchio coccodrillo di palude un tempo venerato e temuto dalla gente del suo fiume, perde il suo status con la costruzione della ferrovia.
- Sciacallo: uno sciacallo che, insieme al marabù, ascolta la storia del Mugger. Vile e untuoso, finge di rispettare il coccodrillo con parole adulatrici.
- Marabù: un marabù che, insieme allo sciacallo, ascolta la storia del Mugger. È più dignitoso e diretto dello sciacallo, che offende spesso.
- Cacciatori: uomini bianchi, cacciatori di coccodrilli. Tra questi si cela il bambino che il Mugger non riuscì a mangiare, e che su questi si prenderà un'inconsapevole vendetta.

## Critica
Del racconto viene sottolineata la raffigurazione del «lato oscuro e infido dell'India»; il racconto del coccodrillo sui cadaveri che passano nel Gange viene invece definito «uno dei passaggi più straordinari ne Il libro della giungla».